# The Analogs
The Analogs est un groupe d'oi! polonais.

## Biographie

### Débuts
Au début de 1995, trois membres du groupe de ska Dr. Cycos partiront au pub du Bronx, Szczecin, pour travailler sur des chansons supposées être punk rock. Ces membres sont Marek Adamowicz (guitare), Ziemowit Pawluk (batterie) et Paweł Czekała (basse). À cette période, le groupe n'avait aucun nom. Plus tard, le groupe se complète et se baptise The Analogs. Leur premier album est intitulé Oi! Młodzież. Pendant son enregistrement au studio Kakadu, situé à Szczecin, le groupe négocie avec le label Rock'n'roller Productions, et en particulier avec son dirigeant, Zdzisław Jodko. Ami de longue date de Czekała, Jodko accepte de publier leur album. Juste après les sessions de répétition et le concert des groupes Analogs et Dr. Cycos, des problèmes entre la justice et Czekała dont surface (il restera quatre ans en prison). Au printemps 1996, l'album est finalement publié et bien accueilli par les fans locaux. Pendant l'absence de Czekała, Szymon Gebel endosse la basse, et est plus tard remplacé par Artur Szmit.

### Premiers albums

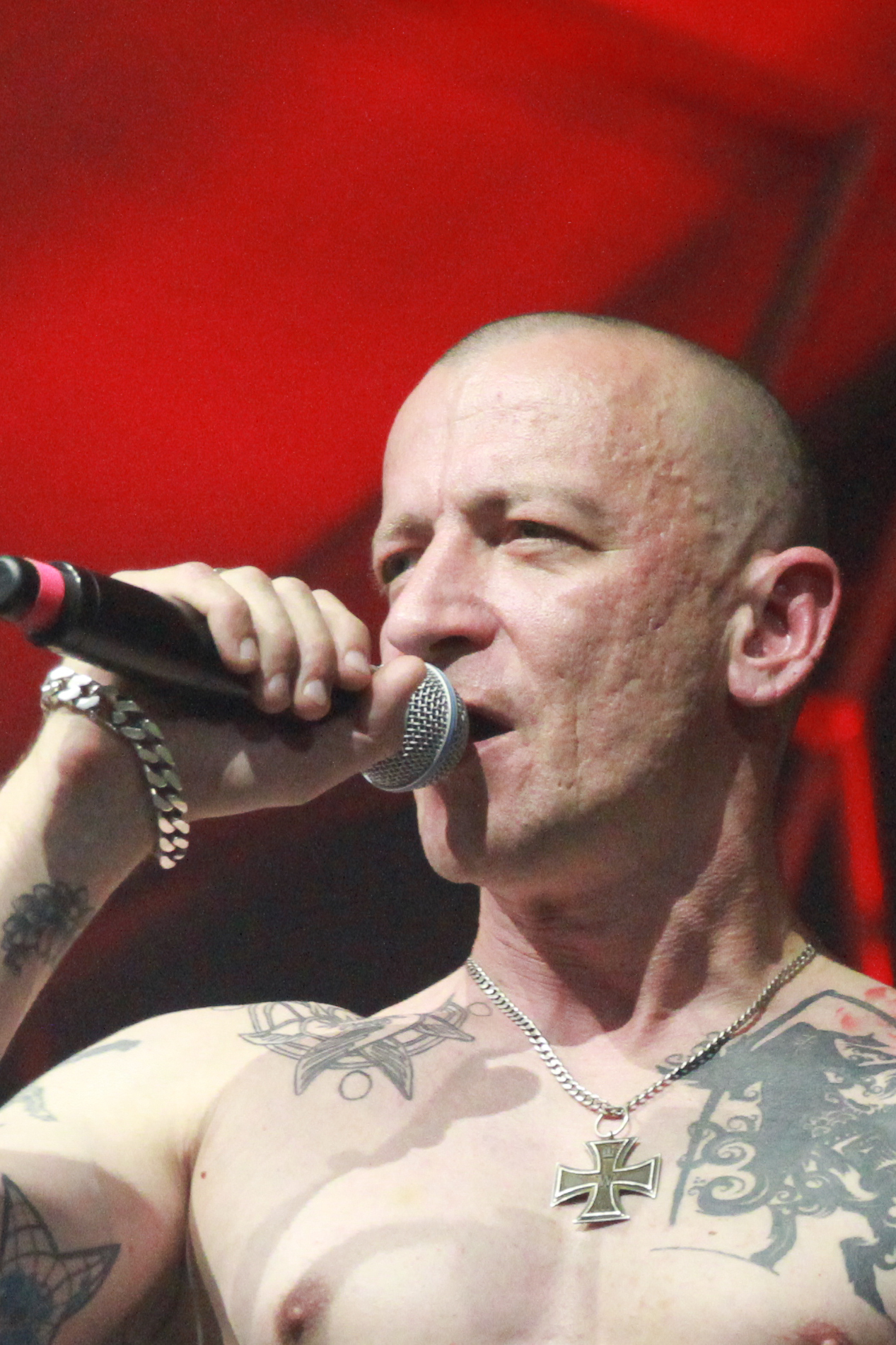
Dominik Harcerz Pyrzyna.

Peu après leur album, le groupe commence à jouer de nombreux concerts, le plus célèbre mais controversé étant celui avec le groupe de punk rock DOA. Celui-ci se déroule à Poznań et se finira par un bagarre entre les supporters du groupe et le reste du public. Dès leurs débuts, The Analogs s'opposent clairement aux punks anarchistes et féministes dont l'idéologie était répandue à cette période en Pologne. Cette attitude, mêlée aux émeutes lors du concert avec DOA, amène les médias à s'intéresser au groupe et à appeler à son boycott ; mais, par effet inverse, le groupe y gagne en popularité. En 1997, trois chansons des Analogs (appelé par erreur Analogics sur la pochette) apparaissent sur la compilation Oi! It's a World Invasion, publiée par les labels Bronco Bullfrog Records et Step-1. En décembre 2003, The Analogs étaient invité à jouer au festival Punk and Disorderly en Allemagne. 
Leur deuxième album, intitulé Street Punk Rulez!, est publié par Jodko, et mieux accueilli que son prédécesseur. Le groupe n'était pas à son avantage, en particulier depuis l'arrestation de Czekała, et Adamowicz commençait sa carrière dans d'autres genres musicaux. Il s'agit ud premier album des Analogs enregistré sur CD. Juste après l'enregistrement de Street Punk Rulez!, Adamowicz quitte le groupe. En 1999, Czekała enregistre quelques chansons au studio Kakadu. Cette session mène à la sortie d'un CD promo accompagnant Garaż. Avant cette sortie, Grzegorz Król fait face à des problèmes de dépendances à l'alcool, ce qui affecte ses performances en concert. La pression grandissant au sein du groupe, il est forcé de partir. La place de second guitariste est prise par Artur Szmit.
2001 démarre avec un concert au Punk Great Orchestra of Christmas Charity de Cracovie. À cette période, le groupe réussit à recruter Błażej Halski de Vespa comme second guitariste. The Analogs jouent quelques concerts en Pologne et en Allemagne, avec The Prowlers. À la fin 2001, un nouvel album, Blask Szminki, est publié. Au début de 2002, The Analogs jouent encore au Punk Great Orchestra of Christmas Charity, avec Anti-Nowhere League, Los Fastidios, Skarface et Oxymoron. Après ce concert, Dariusz Stefański décide de quitter le groupe. Au printemps 2002, le groupe tourne en Italie, puis apparait en été à l'Antifest en République tchèque. Jacek Tomczak se joint à eux comme guitariste. Ils jouent avec The Exploited à Cracovie.

### Dernières activités
Au début de 2004, le groupe publie l'album Kroniki Policyjne. En octobre et en novembre 2004, The Analogs joue quelques concerts, puis fait une pause en 2005.
Cette même année, ils célèbrent leur dixième anniversaire d'existence pendant deux jours d'affilée. Ils inviteront Schizma, Vespa, AEFDE, Komety, PDS, WSC, Zbeer, Wściekły Pies, et Anti Dread. En été 2005, le groupe prend part à deux festivals, le Glaubitz allemand, et l'Antifest tchèque. Au début de 2006, Paweł Boguszewski quitte le groupe et est remplacé par Kacper Kosiński. Leur album Poza Prawem est publié en octobre 2006. En décembre 2006, Piotr Półtorak quitte le groupe et est remplacé par Miro, guitariste de groupes comme Anti Dread et Needles and Pins. Cette même année, ils reviennent jouer au festival Punk and Disorderly.

## Membres

### Membres actuels
- Dominik « Harcerz » Pyrzyna - chant
- Paweł « Piguła » Czekała - guitare
- Jakub « Krawat » Krawczyk - guitare
- Tomek « Major » Majorek - basse
- Marcin « Jurek » Grzelak - batterie

### Anciens membres
- Marek « Oreł » Adamowicz - guitare (1995–1996)
- Ziemowit « Ziemek » Pawluk - batterie (1995–2003)
- Tomasz « Iwan » Iwanow - chant (1995)
- Artur Szmit - guitare (1996–1999)
- Szymon « Sajmon » Gebel - basse (1996)
- Grzegorz « Heniek » Król - guitare (1999)
- Dariusz « Kwadrat » Stefański - guitare (1999–2001)
- Dariusz « Smalec » Tkaczyk - chant (1999–2002)
- Błażej « Komisarz » Halski - guitare (2001–2002)
- Paweł « Dmuchacz » Boguszewski - batterie (2003–2006)
- Piotr « Rudy » Półtorak - guitare (2003–2006)
- Mirosław « Miro » Lipniewski - guitare (2007–2008)
- Sylwester « Billy » Biliński - batterie (2007–2009)

## Discographie

### Albums studio
- 1996 : Oi! Młodzież (Rock'n'roller 1996 / Jimmy Jazz Records 2001)
- 1997 : Street Punk Rulez! (Rock'n'roller 1997 / Jimmy Jazz Records 2001)
- 1999 : Hlaskover Rock (Rock'n'roller 1999 / Jimmy Jazz Records 2001)
- 2000 : Oi! Młodzież/Mechaniczna Pomarańcza (Rock'n'roller 2000 / Jimmy Jazz Records 2001)
- 2001 : Blask Szminki (Jimmy Jazz Records)
- 2003 : Trucizna (Jimmy Jazz Records)
- 2004 : Kroniki Policyjne (Jimmy Jazz Records)
- 2005 : Talent Zero (Jimmy Jazz Records)
- 2006 : Poza prawem (Jimmy Jazz Records)
- 2007 : Najlepsze z najgorszych (Jimmy Jazz Records)
- 2008 : Miejskie Opowieści (Jimmy Jazz Records)
- 2010 : Taniec cieni (Jimmy Jazz Records)

### Vinyles
- 2005 : Najlepsze z najgorszych (Jimmy Jazz Records)
- 2007 : Oi! Młodzież (Jimmy Jazz Records)
- 2009 : Miejskie Opowieści (Jimmy Jazz Records)
- 2010 : Taniec cieni (Jimmy Jazz Records)